# Capanemia theresae
Capanemia theresae är en orkidéart som beskrevs av João Barbosa Rodrigues. Capanemia theresae ingår i släktet Capanemia och familjen orkidéer. Inga underarter finns listade i Catalogue of Life.